# Roger Michell
Roger Michell (Pretória, 5 de junho de 1956 — 22 de setembro de 2021) foi um cineasta britânico. Seus filmes mais conhecidos são Lutando Pela Paz (1998), Um Lugar Chamado Notting Hill (1999) e Vênus (2006).
Morreu em 22 de setembro de 2021, aos 65 anos.